# Audencia Business School
Audencia Business School és una escola de negocis europea amb seus a París, Nantes i Pequín. Fundada l'any 1900. Audencia se situa entre les escoles de negocis més ben valorades del món: el 2015 va ocupar la 63è posició a la llista de les millors escoles de negocis del món publicada pel Financial Times. L'any 2015, el mateix diari va escollir el seu programa de Master in Management com 24è posició del món. Audencia imparteix també un programa de doctorat i diferents programes de màster d'administració especialitzats en màrqueting, finances, emprenedoria i altres disciplines. Els programes de l'escola compten amb una triple acreditació, a càrrec dels organismes AMBA, EQUIS i AACSB. Per l'escola hi han passat més de 30.000 estudiants que després han ocupat llocs de responsabilitat en el món dels negocis i la política. L'escola és el soci École nationale de l'aviation civile per un doble grau d'enginyeria / gerent.